# Hansa-Filmstudio

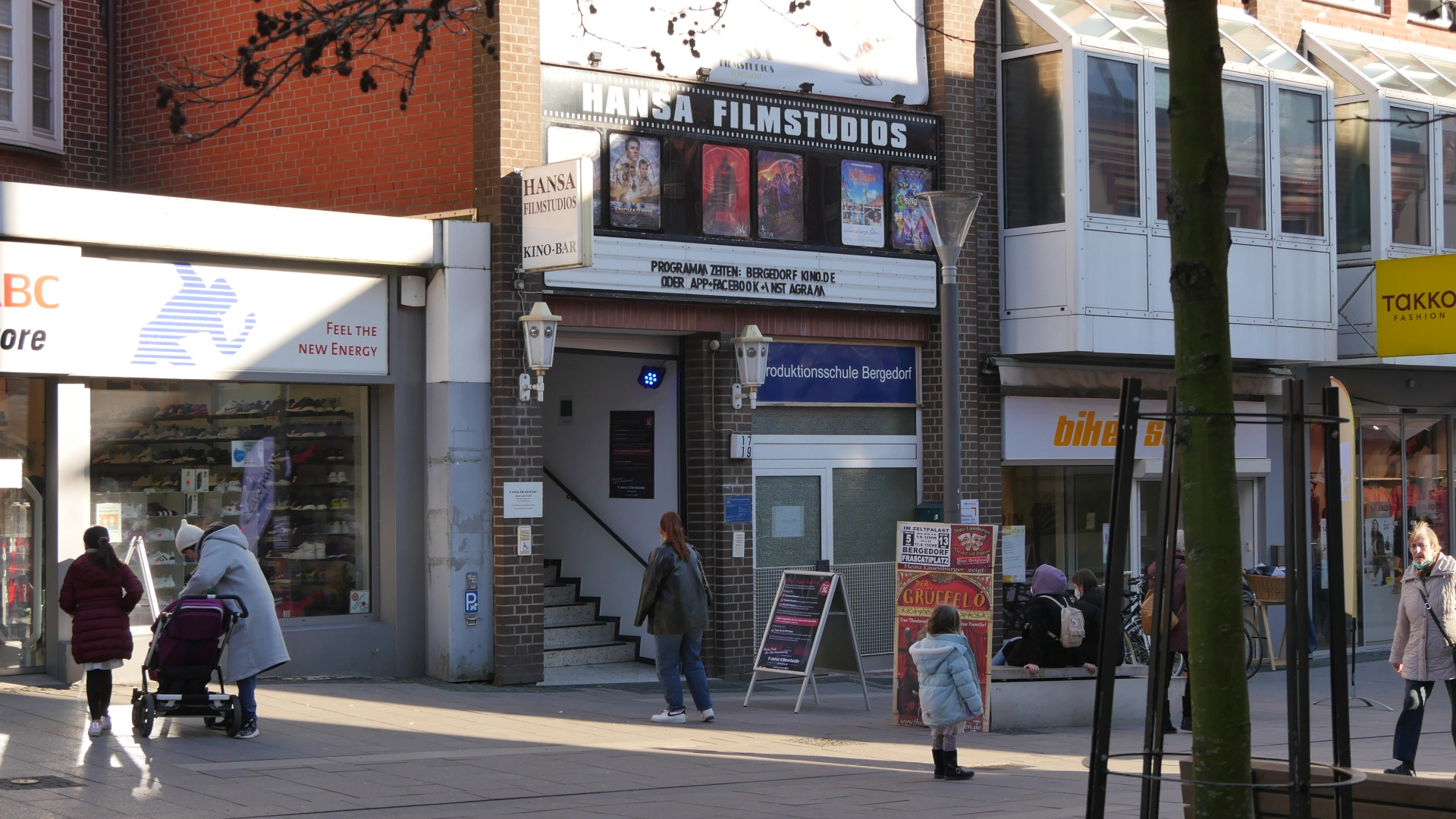
Hansa-Filmstudios

Das Hansa-Filmstudio ist ein Kino an der Alten Holstenstraße im Zentrum von Hamburg-Bergedorf. Mit seinen drei Sälen und insgesamt 520 Sitzplätzen ist es das letzte noch in Bergedorf existierende Lichtspielhaus.
Programmschwerpunkte sind Erstaufführungen, Kinderfilme, aktuelle Filme und Voraufführungen (Previews). Seit 2018 beteiligt sich Hansa-Filmstudio am Filmfest Hamburg und ist einer der Spielorte.

## Technische Ausstattung
Die drei Kinosäle des Hansa-Filmstudios bieten 240 Sitzplätze im Saal 1 mit einer 50 m² Bildwand, 160 im Saal 2 und 120 im Saal 3, letztere mit 40 m² Leinwänden. Alle Säle sind mit digitalen Videoprojektoren und Dolby Digital 5.1 Tonsystemen ausgestattet. Die Vorführtechnik der Säle 1 und 2 ist 3D-fähig. Alle Kinosäle sind für Rollstuhlfahrer barrierefrei erreichbar.

## Geschichte
An der Alten Holstenstraße 17–19 existierten bereits früher mehrere Kinobetriebe. Am 1. Dezember 1937 eröffneten hier Wilhelm Seemann, Eugen Mohr und Oskar Vogt ihr Kino unter dem Namen Kinoburg oder auch Filmburg in einem umgebauten Tanzsaal mit 478 Sitzplätzen. Von 1941 bis 1951 wurde das Haus zwischenzeitlich auch unter dem Namen Weltspiegel geführt. Nach dem Zweiten Weltkrieg gehörte das von den Kriegszerstörungen verschonte Haus zu den ersten Lichtspielhäusern, die von der britischen Besatzungsverwaltung für die deutsche Zivilbevölkerung wieder freigegeben wurde. Aufgrund seines heruntergekommenen Zustandes, mit ungemütlichen wackeligen Sitzen, wurde es im Volksmund auch Flohkiste genannt, war aber trotzdem gut besucht. Nach einem gründlichen Umbau eröffnete Franz Harten 1952 das Haus als Holsten-Lichtspiele und 1978 bis 1980 war es, ohne Bindestrich im Namen, als Holsten Lichtspiele mit 395 Sitzplätzen nachgewiesen. Im Dezember 1980 schloss das Kino mit dem US-amerikanischen Musical-Film Xanadu und dem französischen Filmdrama Die Aussteigerin (Französischer Originaltitel: La Dérobade). Wegen Baufälligkeit wurde das Gebäude später abgerissen.
1989 übernahmen Antje und Ewald Tonorras mit ihrer Tonorra GmbH das freistehende Gelände. Sie betrieben bereits seit 1983 in der nahegelegenen Bergedorfer Straße 136 das Hansa-Kinocenter, das 2009 geschlossen wurde. Im Juli 1989 erfolgte die Grundsteinlegung zum Neubau ihres Kinos in der Alten Holstenstraße und am 1. Februar 1990 wurde das Hansa-Studio oder Hansa-Filmstudio eröffnet. Im Hansa-Filmstudio war lange Zeit das Rauchen erlaubt, lediglich montags war Nichtrauchertag. Gegenwärtig (2021) wird das Kino von der Dieter Lange GmbH betrieben.